# Lophophytum mirabile
Lophophytum mirabile är en tvåhjärtbladig växtart. Lophophytum mirabile ingår i släktet Lophophytum och familjen Balanophoraceae.

## Underarter
Arten delas in i följande underarter:
- L. m. bolivianum
- L. m. mirabile

## Bildgalleri

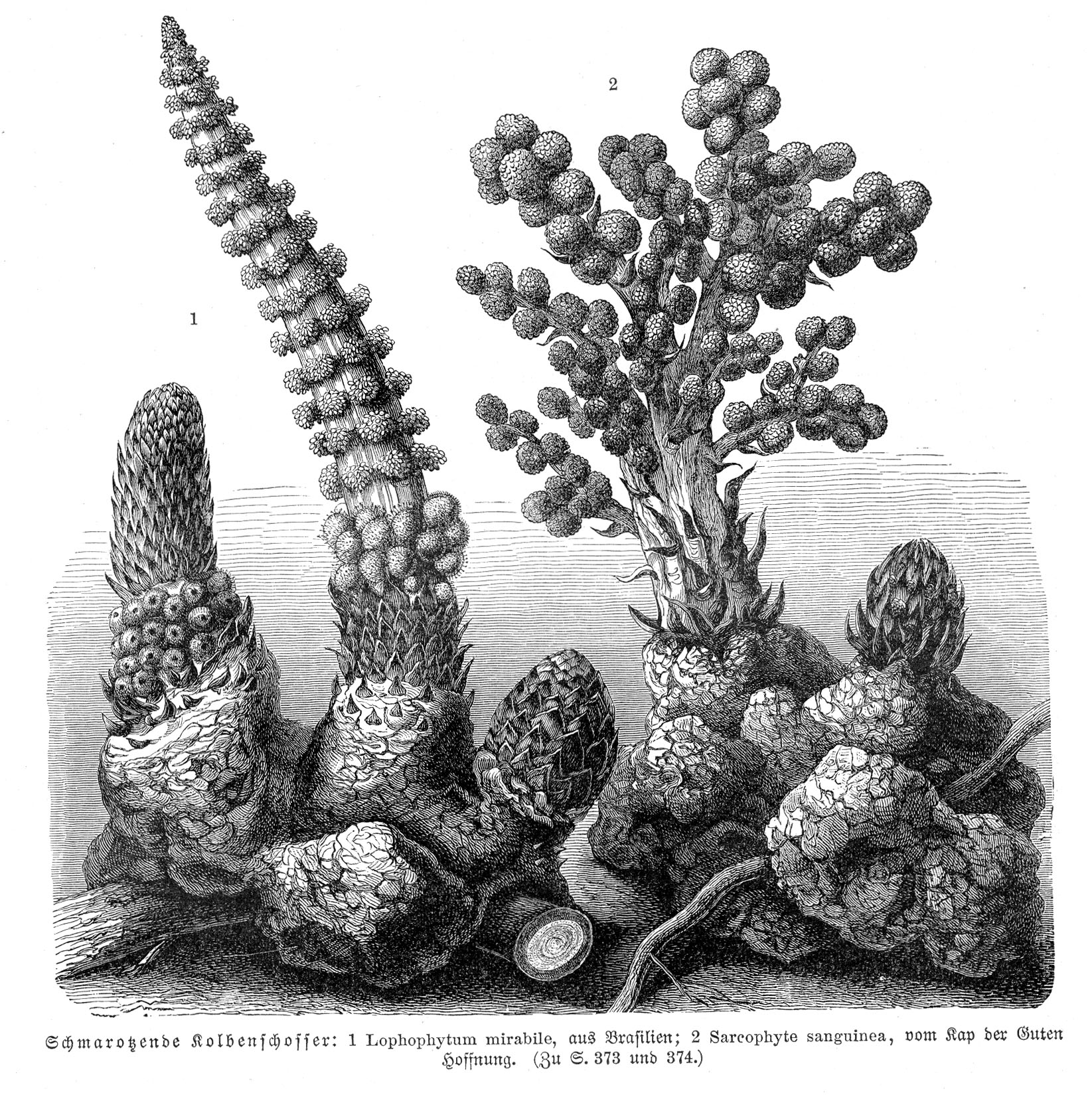